# Philippe Séguy
Philippe Séguy, né le 26 juin 1958 à Paris 16e est un écrivain et journaliste français.

## Biographie
Après des études secondaires au lycée Janson-de-Sailly, deux années de classes préparatoires, il s'initie au théâtre sous la direction de Jean-Laurent Cochet puis de Jacqueline Chabrier. Il devient comédien professionnel durant une dizaine d'années. En parallèle, ce passionné d'histoire et de littérature est inscrit à la Sorbonne à Paris IV. 
Élève et disciple de Jean Tulard, il obtient un doctorat d'histoire (histoire des modes civiles sous le Premier Empire) sous sa direction en 1984. 
Journaliste pour différents magazines (Le Point, Le Journal des modes...) il devient grand reporter au magazine Point de vue durant une trentaine d'années. Il est actuellement à la retraite. Il a publié aux éditions Pygmalion en 2015 une biographie de la famille Rostand.
Mais c'est la littérature qui reste son domaine de prédilection. Ses thèmes favoris se tissent autour des relations du couple, des jeux de la mémoire, des souvenirs d'enfance enfouis et que les péripéties de la vie rendent parfois amers.
L'histoire est également une source d'inspiration intarissable, avec un goût marqué pour le XVIIIe siècle et sa cruauté. Et le Moyen Âge pour ce qu'il a de formidable dans sa générosité et ses audaces.
En tant que romancier et journaliste, Philippe Séguy intervient fréquemment dans les médias. Ses collaborations avec l'émission de télévision Secrets d'histoire, présentée par Stéphane Bern, ou celles de Franck Ferrand comme Au cœur de l'histoire, (émission arrêtée sur Europe1, faute d'audiences suffisantes) sont fréquentes.
Philippe Séguy vit et travaille  dans l'Orne, au manoir du Ribardon transformé en chambres d'hôtes.

## Publications

### Romans
- Le Vent du Sud. Mémoires du comte de Cagliostro, Presse de la Renaissance, 1999.
- Jeanne d'Arc, Pocket, 1999.
- Portrait de Claire en bleu marine, Fayard, 2003.
- Et embrassez la liberté sur la bouche, Flammarion, 2011[4].
- Stanislas ou Un caprice de Joséphine, Flammarion, 2013[5],[6].
- Journal de Joséphine B., impératrice[7], Flammarion, 2014.
- Les Amours Illicites, Pygmalion, 2019[8].
- Et Passe le Souffle des Dieux, Plon, 2020.
- Liber Rosae, Robert Laffont. 2022.
- Rouge Venin, Albin Michel. 2024.

### Biographies
- Mylène Farmer, Ainsi soit-elle, Taillandier, 1992.
- France Gall, Michel Berger, deux destins pour une légende, éditions du Rocher, 1994.
- Fabiola, la reine blanche, Bayard, 1995.
- François Bayrou : et si la Providence veut..., éditions du Rocher, 2007.

### Essais
- Histoire des modes sous le Premier Empire, Tallandier, 1988.
- Les Grandes Familles. Les Rostand, Pygmalion, 2015[9],[10].